# Пам'ятник Адамові Міцкевичу (Тернопіль)
Пам'ятник Адамові Міцкевичу — пам'ятник польському поетові Адамові Міцкевичу (1798—1855) у місті Тернопіль, на вулиці його імені (нині бульвар Т. Шевченка). Відкрито 25 жовтня 1895 року, а навколо сформовано площу. На п'єдесталі із червоного теребовлянського каменю височіла постать поета, яку вирізьбив із білого тернопільського каменю львівський скульптор Томаш Дикас.
Пам'ятник було знищено у ході польсько-української війни 1918—1919 років.. Єдиний примітний об'єкт, який вцілів від тих часів — це Друга польська гімназія (Грушевського,2).